# إدوارد مالوني
إدوارد مالوني (بالإنجليزية: Edward Maloney)‏ (و. 1946 –  م) هو سياسي من الولايات المتحدة الأمريكية ولد في إفرغرين بارك.